# Gérard Hekking

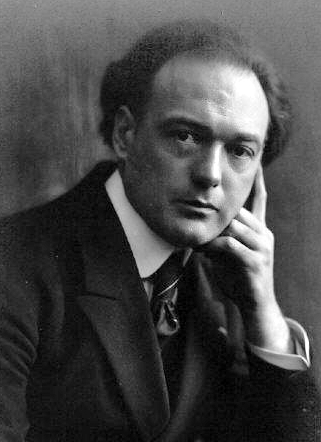
Um 1919, Autor: Ch. Martin, Versailles

Gérard Hekking (* 12. Juni 1879 in Nancy; † 5. Juni 1942 in Paris) war ein französischer Cellist und Cellolehrer.

## Leben und Wirken
Hekking war von 1903 bis 1914 Erster Cellist des Concertgebouw-Orchester in Amsterdam und zu dieser Zeit Professor für Violoncello am Conservatorium van Amsterdam. Hier war er Lehrer von Theo Smit Sibinga. In 1912 schrieb Alphons Diepenbrock sein Berceuse (“Le Seigneur a dit à son enfant”) für ihm und seine Frau, eine Sopranistin.
Während des Ersten Weltkrieges war er mit Joseph Boulnois befreundet, der 1917 eine Cellosonate für ihn komponierte. Seit 1927 unterrichtete er am Conservatoire de Paris. Zu seinen Schülern am Conservatoire zählten Reine Flachot, Maurice Gendron und Paul Tortelier.
Hekking war der Cousin der Cellisten André und Anton Hekking.
| Personendaten    | Personendaten                           |
| ---------------- | --------------------------------------- |
| NAME             | Hekking, Gérard                         |
| KURZBESCHREIBUNG | französischer Cellist und Musikpädagoge |
| GEBURTSDATUM     | 12. Juni 1879                           |
| GEBURTSORT       | Nancy                                   |
| STERBEDATUM      | 5. Juni 1942                            |
| STERBEORT        | Paris                                   |